# Messon
Messon és un municipi francès situat al departament de l'Aube i a la regió del Gran Est. L'any 2007 tenia 422 habitants.

## Demografia

### Població
El 2007 la població de fet de Messon era de 422 persones. Hi havia 152 famílies de les quals 26 eren unipersonals (13 homes vivint sols i 13 dones vivint soles), 42 parelles sense fills, 71 parelles amb fills i 13 famílies monoparentals amb fills.
La població ha evolucionat segons el següent gràfic:
Habitants censats

### Habitatges
El 2007 hi havia 176 habitatges, 152 eren l'habitatge principal de la família, 12 eren segones residències i 13 estaven desocupats. 175 eren cases i 1 era un apartament. Dels 152 habitatges principals, 143 estaven ocupats pels seus propietaris, 7 estaven llogats i ocupats pels llogaters i 2 estaven cedits a títol gratuït; 4 tenien dues cambres, 20 en tenien tres, 30 en tenien quatre i 98 en tenien cinc o més. 118 habitatges disposaven pel capbaix d'una plaça de pàrquing. A 49 habitatges hi havia un automòbil i a 93 n'hi havia dos o més.

### Piràmide de població
La piràmide de població per edats i sexe el 2009 era:
| Homes | Edats   | Dones |
| ----- | ------- | ----- |
| 0     | 95 o +  | 0     |
| 4     | 90 a 94 | 8     |
| 0     | 85 a 89 | 0     |
| 4     | 80 a 84 | 0     |
| 4     | 75 a 79 | 4     |
| 0     | 70 a 74 | 4     |
| 8     | 65 a 69 | 8     |
| 4     | 60 a 64 | 8     |
| 16    | 55 a 59 | 12    |
| 16    | 50 a 54 | 20    |
| 4     | 45 a 49 | 8     |
| 12    | 40 a 44 | 12    |
| 16    | 35 a 39 | 16    |
| 12    | 30 a 34 | 8     |
| 0     | 25 a 29 | 8     |
| 4     | 20 a 24 | 12    |
| 4     | 15 a 19 | 20    |
| 32    | 10 a 14 | 8     |
| 12    | 5 a 9   | 4     |
| 8     | 0 a 4   | 4     |

## Economia
El 2007 la població en edat de treballar era de 281 persones, 222 eren actives i 59 eren inactives. De les 222 persones actives 202 estaven ocupades (111 homes i 91 dones) i 18 estaven aturades (8 homes i 10 dones). De les 59 persones inactives 25 estaven jubilades, 25 estaven estudiant i 9 estaven classificades com a «altres inactius».

### Ingressos
El 2009 a Messon hi havia 158 unitats fiscals que integraven 460 persones, la mediana anual d'ingressos fiscals per persona era de 20.721 €.

### Activitats econòmiques
Dels 12 establiments que hi havia el 2007, 7 eren d'empreses de construcció, 1 d'una empresa de transport, 1 d'una empresa d'informació i comunicació, 1 d'una empresa financera i 2 d'empreses immobiliàries.
Dels 7 establiments de servei als particulars que hi havia el 2009, 2 eren paletes, 4 lampisteries i 1 agència immobiliària.
L'any 2000 a Messon hi havia 7 explotacions agrícoles.

## Equipaments sanitaris i escolars
El 2009 hi havia una escola elemental integrada dins d'un grup escolar amb les comunes properes formant una escola dispersa.

## Poblacions més properes
El següent diagrama mostra les poblacions més properes.